# 浙江永安
浙江永安（英語：Zhejiang Yongan Rongtong Holdings Co., Ltd.，港交所：8211），全称浙江永安融通控股股份有限公司，簡稱永安融通。前身為浙江永隆實業股份有限公司。
1998年，孫利永和其妻子方曉健在浙江省紹興縣楊汛橋鎮創立「浙江宏兴纺织有限公司」，當時控股公司為浙江加佰利控股集团有限公司。
浙江永隆在2002年11月8日於港交所創業板上市。招股價為0.26港元，配售股份為2.5億H股，集資額為6500萬港元。公司以生產、銷售梭織布、面料為主。
2005年3月，義大利米羅裡奧公司成為永隆第二大股東。2010年12月，浙江永利實業集團有限公司收購浙江永隆，浙江永隆於2017年5月更名為浙江永安。
2008年10月24日，公司因前董事長孫利永和其妻子在未經董事會同意下，挪用公司3億元人民幣的資金，用作投資华联三鑫，以及注入前控股公司浙江加佰利控股安排贷款，共4000万元人民币，被港交所勒令停牌，到了2009年7月29日，兩人已辭去所有職務。
2011年12月30日，公司出售其土地使用權及於其上興建的總建築面積約為63,282平方米的工廠樓宇、寫字樓及其他構築物的資產，售予紹興縣楊汛橋鎮人民政府，總價為79,772,200元人民幣。
2012年12月19日，浙江永利通知浙江永安，依據法院裁定書，孫利永與其妻子持有的2.4億股份須轉讓給浙江永利，轉讓後，公司於2012年3月9日在港交所復牌。

## 連結
- 公司頁面 （页面存档备份，存于）